# Punish Yourself
Punish Yourself is een Franse electrorockband. Ze zijn voornamelijk bekend om hun theatrale en innovatieve stijl van industrial-punkrock. Zij beschrijven hun stijl als "Fluo Cyber Punk".

## Huidige bezetting
- VX 69, soms "vx" of "vx Cheerleader 69" (Vincent Villalon): zang
- Miss Z (Sandrine Caracci): gitaar, zang
- P.RLOX (Pierre-Laurent Clément): gitaar
- X.av (Xavier Guionie): drums
- Klodia: dance, pyrotechniek
- Fafa/MCC (Jean-François Clément): dance, pyrotechniek

## Voormalige leden
- Holivier Menini: gitaar
- Georges Garza: drums
- Magali Arino: zang
- Séverine Naudi: keyboard
- Frankie Lacosta: basgitaar
- PFX68: basgitaar
- Stéphane Vanstaen: percussie
- Gilles Alogues: keyboard
- Bud Silva: drums
- Olga, Dollga: dance

## Discografie
Studioalbums
- 1998: Feuer Tanz System
- 2001: Disco Flesh: Warp 99
- 2004: Sexplosive Locomotive
- 2008: Gore Baby Gore
- 2007: Cult Movie (cd/dvd)
- 2009: Pink Panther Party
- 2010: Punish Yourself VS Sonic Area : Phenomedia

Livealbums
- 2003: Behind The City Lights

Compilatiealbums
- 2005: Crypt 1996-2002

Demo's
- 1994: First Demo Tape
- 1995: Second Demo Tape